# Stranraer Museum

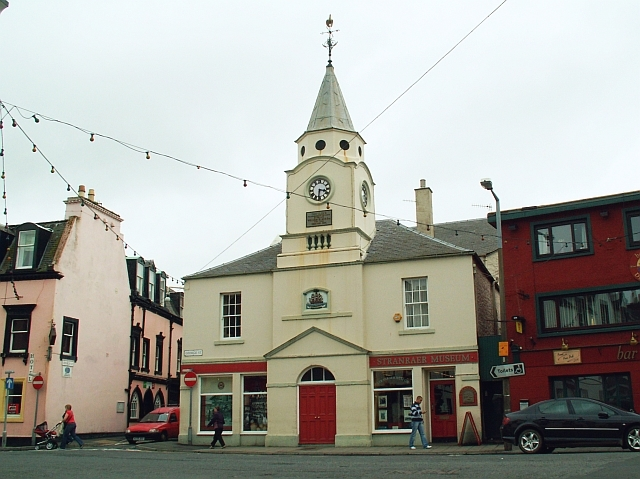
Stranraer Museum

Das Stranraer Museum ist ein Museum in der schottischen Kleinstadt Stranraer in der Council Area Dumfries and Galloway. 1972 wurde das Bauwerk in die schottischen Denkmallisten in der höchsten Denkmalkategorie A aufgenommen.

## Geschichte
Nach dem Beschluss zum Abbruch der alten Tolbooth von Stranraer wurde ein neues städtisches Verwaltungsgebäude vonnöten. Aus diesem Grund wurde im Jahre 1777 das neue städtische Rathaus fertiggestellt. 1855 wurde rückwärtig ein Gebäude hinzugefügt, in welchem das Gericht sowie ein Getreidemarkt untergebracht waren. Bereits 1873 wurde es mit der Einrichtung eines neuen Gebäudes, das Verwaltung und Gerichtsbarkeit unter einem Dach vereinte, obsolet. Nachdem das ehemalige Rathaus zunächst militärisch genutzt wurde, beherbergte es ab 1879 die erste Feuerwehr der Stadt.
Heute ist das Stranraer Museum in diesem Gebäude untergebracht. Es illustriert die Geschichte der umliegenden ehemaligen Grafschaft Wigtownshire. Unter anderem ist dort der älteste erhaltene Pflug Schottlands ausgestellt. Der Eintritt ist frei.

## Beschreibung
Das zweistöckige Gebäude liegt an der Einmündung der Church Street in die George Street im Zentrum von Stranraer. Die nordexponierte Frontseite entlang der George Street ist drei Achsen weit. Das rundbögige, zweiflüglige Eingangsportal am Mittelrisalit ist mit Kämpferfenster und abschließendem Dreiecksgiebel gestaltet. Darüber ist eine Platte eingelassen. Sie zeigt ein Schiff und trägt die Inschrift „Tutissima Statio“. Der Risalit mündet in einen Turm mit quadratischem Grundriss. In diesen sind Turmuhren sowie eine Gedenkplatte mit der Inschrift „This clock was presented to the burgh by the late William Black Esq town clerk. Erected 1936.“ eingelassen. Oberhalb der Uhren wird der Turm oktogonal fortgeführt und schließt mit einem spitzen Helm mit Wetterfahne.
Große moderne Fenster flankieren den alten, zentralen Eingangsbereich. Rechts befindet sich der Museumseingang, der mit schlichtem Kämpferfenster ausgestaltet ist. An der Ostfassade entlang der Church Street wurden beide Fenster des Erdgeschosses mit Mauerwerk verschlossen. Im Obergeschoss sind zwei Fenster verbaut. Das Gebäude schließt mit einem schiefergedeckten Walmdach.
Der Anbau aus den 1850er Jahren war mit Rundbogenarkaden gestaltet, die jedoch zwischenzeitlich mit Mauerwerk verschlossen wurden. In den dritten Bogen ist eine schmucklose Türe eingelassen. Pilaster trennen die Rundbogenfenster im Obergeschoss. Die Fassade schließt mit einem Dreiecksgiebel mit Wappenplatte im Tympanon.